# Rhinolophus hillorum
Rhinolophus hillorum es una especie de murciélago de la familia Rhinolophidae.

## Distribución geográfica
Se encuentra en Camerún, Guinea, Liberia y Nigeria.

## Hábitat
Su hábitat natural son: montañas, cuevas, y los lugares subterráneos.

## Estado de conservación
Se encuentra amenazada de extinción por la pérdida de su hábitat natural.